# Giovanni Schillaci
Giovanni Schillaci (Palermo, 3 novembre 1967) è un ex lottatore e allenatore di lotta italiano.

## Biografia
Nato a Palermo nel 1967, gareggiava nella lotta libera, nella classe di peso dei 62 o 63 kg (pesi piuma).
Dopo aver vinto un titolo mondiale cadetti a 16 anni, nel 1983, oltre che un argento nei juniores l'anno successivo e un bronzo negli espoir nel 1987, sempre nella competizione iridata, a 20 anni è passato tra i senior e nello stesso anno ha vinto l'oro ai Giochi del Mediterraneo di Laodicea.
L'anno successivo ha partecipato ai Giochi olimpici di Seul 1988, nei 62 kg, vincendo 1º e 2º turno, ma non il 3º, e passando il 4º grazie a un bye, prima di venire eliminato al 5º dallo statunitense John Smith, poi oro.
Nel 1989 ha ottenuto il bronzo agli Europei di Ankara, mentre 2 anni dopo ha vinto la stessa medaglia ai Giochi del Mediterraneo di Atene 1991, ma soprattutto un argento ai Mondiali di Varna, dove ha chiuso dietro solo a John Smith.
Nel 1992 è stato campione europeo nei 62 kg a Kaposvár e ha preso parte alle sue seconde Olimpiadi, quelle di Barcellona 1992, sempre nei 62 kg, vincendo il 1º turno, ma perdendo 2º e 3º.
2 anni dopo è stato medaglia di bronzo sia agli Europei di Roma che ai Mondiali di Istanbul, dove ha chiuso sul podio dietro al russo Magomed Azizov e al bielorusso Sergej Smal'.
Nel 1996 ha vinto l'argento agli Europei di Budapest e ha partecipato per la terza volta ai Giochi olimpici, ad Atlanta 1996, ancora nei 62 kg, vincendo il 1º turno, passando il 2º grazie a un bye, vincendo il 3º, ma venendo eliminato al 4º (semifinali) dal sudcoreano Jang Jae-sung, poi argento.
A 30 anni ha vinto l'ultima medaglia, l'oro nei 63 kg ai Giochi del Mediterraneo di Bari 1997, prima di ritirarsi nel 2000, a 33 anni.
Dopo il ritiro è diventato allenatore, guidando tra l'altro la squadra di lotta del CUS Messina. È stato allenatore di Anthony Fasugba.

## Palmarès

### Campionati mondiali
- 2 medaglie:
  - 1 argento (62 kg a Varna 1991)
  - 1 bronzo (62 kg a Istanbul 1994)

### Campionati europei
- 4 medaglie:
  - 1 oro (62 kg a Kaposvár 1992)
  - 1 argento (62 kg a Budapest 1996)
  - 2 bronzi (62 kg ad Ankara 1989, 62 kg a Roma 1994)

### Giochi del Mediterraneo
- 3 medaglie:
  - 2 ori (62 kg a Laodicea 1987, 63 kg a Bari 1997)
  - 1 bronzo (62 kg ad Atene 1991)